# Héctor Ricardo Volponi
Héctor Ricardo Volponi (Tres Arroyos, Provincia de Buenos Aires, Argentina, 25 de junio de 1953 - Bahía Elefante Marino, Isla Borbón, islas Malvinas, Argentina, 23 de mayo de 1982), fue un piloto de la Fuerza Aérea Argentina que falleció en acción de combate durante la guerra de las Malvinas mientras pilotaba un Mirage V-Dagger.

## Biografía
Nacido en la ciudad bonaerense de Tres Arroyos, donde curso sus estudios primarios y secundarios. Después de recibirse de Bachiller en mayo de 1971 comienza el curso de comandante de aviación en el Aeroclub de Tres Arroyos y para principios de 1973 lo culmina. Ese mismo año ingresa en la Escuela de Aviación Militar en Córdoba. Finalizados los 4 años del período de formación, egresó con el grado de alférez del Cuerpo de Comando, eligiendo en el escalafón del aire, la especialidad de Aviación de Caza.
Después su carrera continua en Mendoza donde ingresó al Grupo de Caza 4 de la Base Aérea El Plumerillo, allí perfeccionó su estilo de piloto-aviador a bordo de los Douglas A-4C. En esa época conoció a su novia, María Inés Rico, nativa de esa provincia y profesora de filosofía.
Se casaron en 1980 y después de algunos meses, fue trasladado a la VI Base Aérea de Tandil. Un año después en esa ciudad nació la primera de sus dos hijos, María Soledad y poco tiempo después Ricardo.

## Guerra de Malvinas
El 1 de mayo participó del bautismo de fuego de la FAA, jornada durante la cual los Dagger completaron 13 salidas y fueron derribados dos. Volponi tuvo varias participaciones durante el conflicto, entre ellas el 21 de mayo fue parte del ataque al destructor misilístico HMS Antrim. La Batalla de San Carlos estaba en pleno apogeo. Los ataques de la aviación argentina se sucedían día a día, en un épico esfuerzo para dificultar el desembarco inglés y detener el avance de las tropas terrestres. Se acumulaban los derribos, las bajas, los pilotos eyectados.
El 23 de mayo, su escuadrilla, con indicativo radial “Puñal”, junto a otras denominadas “Daga” y “Coral”, despegaron desde San Julián con siete Dagger M-V, todos con el mismo objetivo naval: un buque o más que se estimaba en función piquete de radar, a unas 15 o 20 millas al norte de la entrada al Estrecho de San Carlos. Llegaron los “Daga” y “Puñal”, con cinco minutos de diferencia.
Los primeros no encontraron el blanco. En ese momento, escucharon por radio a sus camaradas (los “Puñal”), que estaban siendo interceptados por una patrulla aérea de combate británica.
Los “Puñal”, que volaban rasante y estaban armados en configuración antibuque con bombas de 500 kilos, eyectaron todas sus cargas externas y trataron de escapar, tomando curso de regreso.
El Dagger del frente iba demasiado rápido para ser alcanzado, pero el C-437 al mando de Volponi se hallaba una milla atrás y al alcance del misil AIM 9L Sidewinder, del teniente Martin Hale, quien piloteaba el Sea Harrier ZA194 del 800 NAS.
El misil fue disparado desde aproximadamente 900 metros por detrás del avión de Volponi, impactando en la zona de la tobera de escape del Dagger.
El reloj marcaba las 15:40, y se escuchaban dos explosiones. El avión se desintegró a bajo nivel, impidiendo al piloto eyectarse, cayendo los restos sobre tierra, en el lado occidental de la Bahía Elefante Marino, en la Isla Borbón, a casi dos millas del establecimiento de nuestra Estación Aeronaval Calderón.

## Homenajes

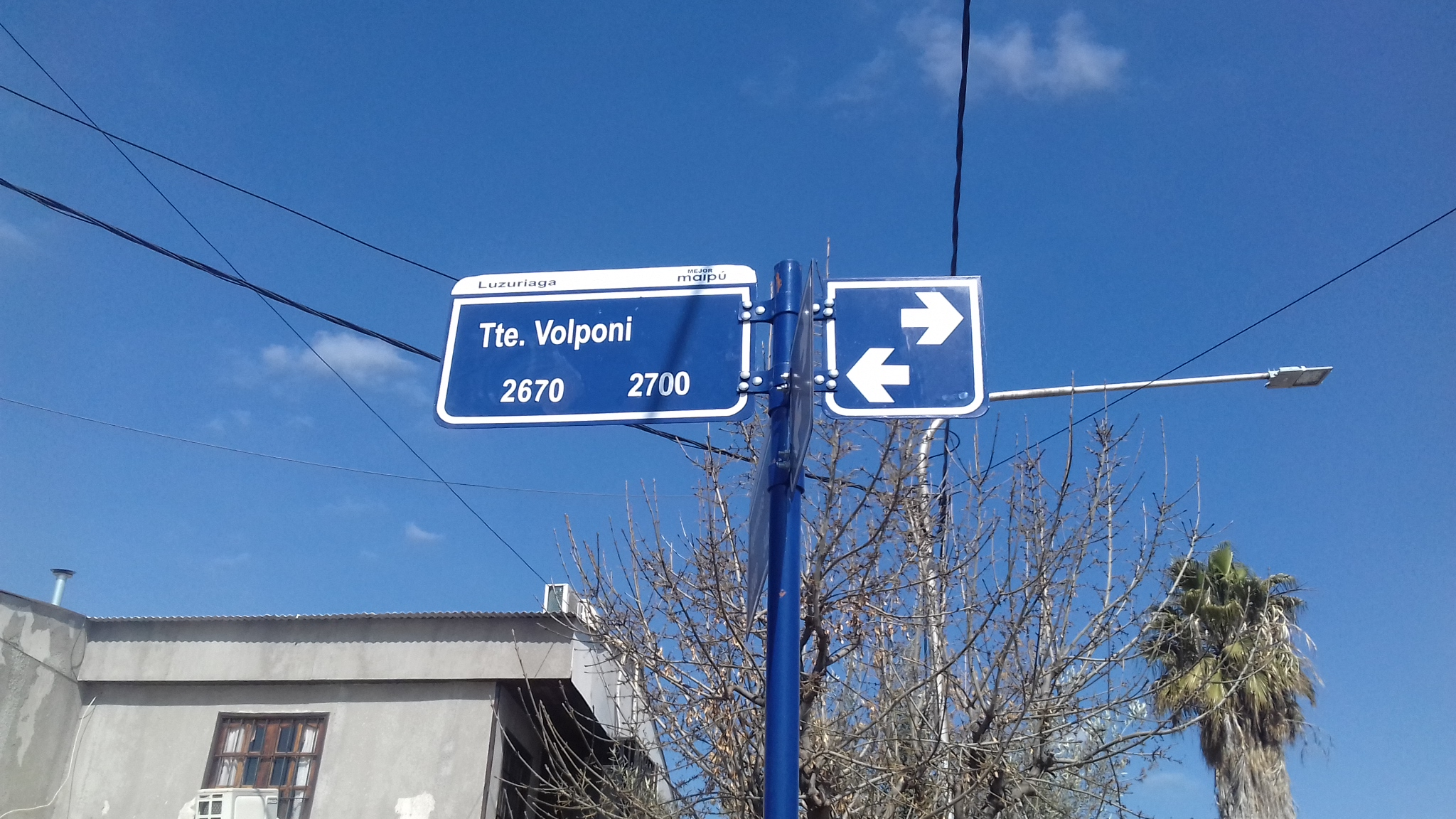
Placa de la calle que lleva su nombre en Luzuriaga, Mendoza.

- Un pasaje de Tres Arroyos lleva el nombre de "1er. Teniente Héctor Ricardo Volponi".
- El Aeropuerto Municipal de Tres Arroyos lleva su nombre.
- En la rotonda de la Avenida Güemes y Avenida Libertad de Tres Arroyos se encuentra un monumento en honor al héroe de esta ciudad, inaugurado el 14 de noviembre de 2003. El mismo consta de un Mirage IIICJ rasante sobre una base que simula las Islas Malvinas, fue donado por la Fuerza Aérea Argentina.[5]
- La Escuela N.º 2 de Tres Arroyos lleva su nombre.
- En Mendoza un pasaje y una plaza llevan su nombre.
- Una escuela en Luzuriaga, Mendoza lleva su nombre.
- Condecoración Medalla La Nación Argentina al Valor en Combate. Ley 24.229, sancionada 28 de julio de 1983 y promulgada el 17 de agosto de 1983.
- Por Ley N.º 24.950, Héctor Ricardo Volponi es Héroe Nacional, de acuerdo con lo establecido en dicha Ley: Declárese “Héroes Nacionales” a los combatientes argentinos fallecidos durante la Guerra de Malvinas, en el año 1982, en defensa de la soberanía nacional sobre las Islas del Atlántico Sur. Sancionada en 18 de marzo de 1998 y promulgada 3 de abril de 1998.